# Michał Malinowski (elektronik)
Michał Malinowski (ur. 22 października 1954 w Warszawie) – polski elektronik, profesor nauk technicznych, specjalizujący się w laserach, optoelektronice i spektroskopii laserowej. Dziekan Wydziału Elektroniki i Technik Informacyjnych Politechniki Warszawskiej w kadencji 2020−2024.

## Życiorys
Absolwent VII Liceum Ogólnokształcącego im. Juliusza Słowackiego w Warszawie w 1973. W 1978 ukończył studia magisterskie na Wydziale Elektroniki Politechniki Warszawskiej. Doktoryzował się w 1985 na podstawie pracy przygotowanej pod kierunkiem Wiesława Wolińskiego. Habilitację z elektroniki uzyskał w 1990 na podstawie dotychczasowego dorobku naukowego i pracy pt. Wpływ kooperatywnego oddziaływania jonów ziem rzadkich i procesów wielofotonowych na przejścia optyczne w dielektrycznych kryształach laserowych na przykładzie kryształów czterofosforanowych. Tytuł profesora otrzymał w 2004.
Na Wydziale Elektroniki i Technik informacyjnych w Instytucie Mikroelektroniki i Optoelektroniki pracuje od 1982, w tym od 1996 jako profesor nadzwyczajny, a od 2011 jako profesor zwyczajny. W latach 1981–82 przebywał na stażu naukowym w Laboratorium Spektrometrii Fizycznej Uniwersytetu w Grenoble, jak również kilkukrotnie w Laboratorium Fizykochemii Materiałów Luminescencyjnych w Lyonie. Od 1997 przez 10 lat kilkukrotnie wykładał na Uniwersytecie Blaise’a Pascala w Clermont-Ferrand. W latach 2000–2016 piastował stanowisko kierownika Zakładu Optoelektroniki IMiO, a następnie objął funkcję dyrektora tego instytutu. Od 2012 do 2016 był kierownikiem studiów doktoranckich Wydziału Elektroniki i Technik Informacyjnych PW. Należy także od 2012 do rady Narodowego Centrum Nauki. Objął stanowisko dziekana Wydziału Elektroniki i Technik Informacyjnych Politechniki Warszawskiej w kadencji 2020−2024.
Wykładał szereg przedmiotów na Wydziale Elektroniki i Technik Informacyjnych PW. Jest autorem i współautorem co najmniej 300 publikacji, w tym 5 książek i monografii. Publikował prace w czasopismach, takich jak „Optical Materials", „Optics Letters”, „Journal of Alloys and Compounds” czy „Journal of Luminescence”. Kilkakrotnie nagradzany był przez Rektora Politechniki Warszawskiej, otrzymał także nagrodę zespołową I stopnia Ministra Edukacji Narodowej i nagrodę sekretarza IV Wydziału PAN.